# Wald (powiat Cham)
Wald – miejscowość i gmina w Niemczech, w kraju związkowym Bawaria, w rejencji Górny Palatynat, w regionie Ratyzbona, w powiecie Cham, siedziba wspólnoty administracyjnej Wald. Leży w Lesie Bawarskim, około 24 km na południowy zachód od Cham, przy drodze B16.

## Dzielnice
W skład gminy wchodzą następujące dzielnice: Buchendorf, Mainsbauern, Siegenstein, Süssenbach, Wald.

## Demografia
| Rok  | Liczba mieszk. |
| ---- | -------------- |
| 1970 | 2 043          |
| 1987 | 2 339          |
| 2000 | 2 721          |

## Oświata
(na 1999)

W gminie znajduje się 98 miejsc przedszkolnych (92 dzieci) oraz szkoła podstawowa (22 nauczycieli, 312 uczniów).

## Współpraca
Miejscowości partnerskie:
- Eitzing, Austria
- Wald, Badenia-Wirtembergia